# AVN Award for Female Foreign Performer of the Year
L'AVN Award for Female Foreign Performer of the Year è un premio pornografico assegnato all'attrice straniera votata come migliore dalla AVN, l'ente che assegna gli AVN Awards, riconosciuti come i migliori premi del settore. Dal 2022 il premio è noto come International Female Performer of the Year.
Come per gli altri premi, viene assegnato nel corso di una cerimonia che si svolge a Las Vegas, solitamente nel mese di gennaio, dal 2003.
La Francia è il paese che ha vinto il premio più volte con sette titoli, seguito dall'Ungheria con sei. Katsumi, Anissa Kate e Little Caprice detengono il record di tre successi, la prima consecutivamente (2005, 2006 e 2007), la seconda sparsi tra il 2014 e il 2019 e la terza nel 2020, 2022 e 2023. Ne hanno, invece, vinti due a testa l'ungherese Aleksa Diamond (2012 e 2013) e la polacca Misha Cross (2016 e 2017).

## Vincitrici e candidate

### Anni 2000
| Anno            | 2003                                                  | 2004 | 2005 | 2006 | 2007 | 2008 | 2009 |
| --------------- | ----------------------------------------------------- | --- | --- | --- | --- | --- | --- |
| Vincitrice      | Rita Faltoyano                                        | Mandy Bright | Katsumi | Katsumi | Katsumi | Monica Mattos | Eve Angel |
| Altre candidate | Zora Banks Lea De Mae Sophie Evans Jana Daniella Rush | Mélanie Coste Wanda Curtis Sophie Evans Rita Faltoyano Katja Kassin Katsuni Lucy Lee Ana Nova Alicia Rhodes Stacy Silver Monica Sweetheart Michelle Wild | Christina Bella Niki Belucci Anetta Keys Mandy Bright Mélanie Coste Jane Darling Rita Faltoyano Cindy Lords Sandra Romain Julie Silver Liliane Tiger | Sharka Blue Mandy Bright Brigitta Bulgari Angel Dark Rita Faltoyano Tera Joy Alicia Rhodes Julie Silver Stacy Silver Barbara Summer Liliane Tiger | Christina Bella Mandy Bright Angel Dark Jane Darling Mya Diamond Tiffany Hopkins Isabel Ice Claudia Jamsson Cindy Lords Monica Mattos Poppy Morgan Claudia Rossi Priscila Sol Liliane Tiger | Baroka Balls Nikky Blond Caylian Curtis Suzie Diamond Diana Doll Clara G. Isabel Ice Mélissa Lauren Divinity Love Oksana Nikki Rider Liliane Tiger Tarra White Yasmine | Black Angelika Bambi Chloe Delaure Diana Doll Regina Ice Mélissa Lauren Loona Lux Roxy Panther Peaches Claudia Rossi Viva Style Cecilia Vega Tarra White Yasmine |

### Anni 2010
| Anno            | 2010 | 2011 | 2012 | 2013 | 2014 | 2015 | 2016 | 2017 | 2018 | 2019 |
| --------------- | --- | --- | --- | --- | --- | --- | --- | --- | --- | --- |
| Vincitrice      | Aletta Ocean | Angel Dark | Aleska Diamond | Aleska Diamond | Anissa Kate | Anissa Kate | Misha Cross | Misha Cross | Jasmine Jae | Anissa Kate |
| Altre candidate | Stella Delcroix Cindy Hope Regina Ice Jodie James Cherry Jul Mélissa Lauren Madison Parker Anita Pearl Mônica Santhiago Viva Style Sofia Valentine Cecilia Vega Tarra White Yasmine | Aliz Jenny Baby Black Angelika Lou Charmelle Carla Cox Angel Dark Mandy Dee Aleska Diamond Cindy Hope Lea Lexis Kerry Louise Natasha Marley Jessica Moore Viva Style Tarra White | Black Angelika Lou Charmelle Liza del Sierra Cindy Dollar Eufrat Cathy Heaven Franceska Jaimes Gemma Massey Aletta Ocean Anna Polina Viva Style Jessie Volt Tarra White Zafira | Aliz Black Angelika Claire Castel Carla Cox Laura Crystal Franceska Jaimes Anissa Kate Jenna Lovely Aletta Ocean Ivana Sugar Anna Polina Paige Turnah Jessie Volt Tarra White | Nikita Bellucci Samantha Bentley Claire Castel Ava Dalush Tiffany Doll Marica Hase Henessy Cindy Hope Jasmine Jae Cayenne Klein Valentina Nappi Lyen Parker Anna Polina Ivana Sugar | Abbie Cat Samantha Bentley Alexis Crystal Tiffany Doll Gina Gerson Cathy Heaven Henessy Jasmine Jae Franceska Jaimes Lola Reve Ivana Sugar Mira Sunset Lola Taylor Charlize Bella | Samantha Bentley Stella Cox Alexis Crystal Sienna Day Tiffany Doll Tina Hot Jasmine Jae Franceska Jaimes Anissa Kate Manon Martin Mea Melone Amarna Miller Lola Reve Taylor Sands | Amirah Adara Samantha Bentley Claire Castel Stella Cox Sienna Day Tiffany Doll Lea Guerlin Jasmine Jae Ines Lenvin Lexi Lowe Amarna Miller Anna Polina Nekane Sweet Alexa Tomas | Amirah Adara Nikita Bellucci Misha Cross Eveline Dellai Susy Gala Gina Gerson Anissa Kate Cherry Kiss Apolonia Lapiedra Amarna Miller Anna Polina Valentina Ricci Julia Roca Alexa Tomas | Amirah Adara Little Caprice Misha Cross Cassie del Isla Clea Gaultier Ella Hughes Gina Gerson Jasmine Jae Tina Kay Alyssia Kent Cherry Kiss Apolonia Lapiedra Texas Patti Tiffany Tatum |

### Anni 2020
| Anno            | 2020 | 2021 | 2022 | 2023 | 2024 | 2025 |
| --------------- | --- | --- | --- | --- | --- | --- |
| Vincitrice      | Little Caprice | Cléa Gaultier | Little Caprice | Little Caprice | Cherry Kiss | Eve Sweet |
| Altre candidate | Amirah Adara Misha Cross Anna De Ville Lady Dee Cassie del Isla Cléa Gaultier Lucy Heart Apolonia Lapiedra Anissa Kate Tina Kay Cherry Kiss Barbie Sins Tiffany Tatum Rebecca Volpetti | Little Caprice Alexis Crystal Anna De Ville Cassie del Isla Angelika Grays Jasmine Jae Anissa Kate Tina Kay Nelly Kent Cherry Kiss Jia Lissa Liya Silver Sybil A Tiffany Tatum | Ginebra Bellucci Anna De Ville Cassie del Isla Cléa Gaultier Angelika Grays Tina Kay Cherry Kiss Jia Lissa Baby Nicols Kaisa Nord Liya Silver Sybil A Rebecca Volpetti Zaawaadi | Alexis Crystal Anna De Ville Shalina Devine Eva Elfie Clea Gaultier Tina Kay Romy Indy Eden Ivy Cherry Kiss Veronica Leal Rae Lil Black Jia Lissa Clara Mia Liya SilverSybil | Little Caprice Kelly Collins Alexis Crystal Anna de Ville Shalina Devine Eden Ivy Scarlett Jones Catherine Knight Geisha Kyd Veronica Leal Clara Mia Tiffany Tatum Christy White Zaawaadi | Amirah Adara Little Caprice Kelly Collins Anna de Ville Eden Ivy Jadilica Catherine Knight Veronica Leal Lia Lin Clara Mia Tiffany Tatum Agatha Vega Christy White Zaawaadi |